# رضا حسين جاسم
رضا حسين جاسم (مواليد 1986) لاعب كرة قدم بحريني يلعب حاليا لصالح نادي الدرجة الأولى النجمة البحريني في مركز المهاجم.